# Miguel A. Viancarlos
Miguel Apolinario Viancarlos fue un policía y criminalista argentino, con actuación en la primera mitad del siglo XX. Como miembro de la División Investigaciones de la Policía de la Capital, institución de seguridad pública que fue el antecedente histórico inmediato de la Policía Federal Argentina, le tocó dirigir resonantes casos policiales, varios de ellos protagonizados por miembros de la mafia de origen siciliano. Su actuación fue determinante para el desarrollo de los servicios criminalísticos que por entonces brindaba la Policía de la Capital y se convirtió hacia el final de su carrera en uno de los principales impulsores para la creación de una policía federal en el país.

## Reseña biográfica
Nació en la Ciudad de Buenos Aires, el 23 de julio de 1886, en una familia de cuatro hermanos fruto del matrimonio entre Miguel (quien se desempeñaba como Jefe de Resguardo de la Aduana de Buenos Aires) y Delfina Capdevielle. A los 18 años, y siguiendo el ejemplo de Alejandro, su hermano mayor, ingresó como Agente de 3ª Clase de Investigaciones en la Policía de la Capital, institución de la que se retiraría en 1940 con el grado de inspector general. Falleció el 14 de junio de 1964 a los 77 años.

## Desarrollo Profesional
La División Investigaciones, nacida como fruto de la profunda reestructuración policial encarada en la jefatura del Coronel Ramón L. Falcón, aunaba las tareas de pesquisa de los delitos ocurridos en el ámbito capitalino con los incipientes prestaciones criminalísticas que los medios de la época permitían, como por ejemplo la fotografía, cierto tipo de estudios balísticos o documentarios y, desde 1901 por impulso de José Gregorio Rossi, la identificación dactiloscópica.
Ese fue el ámbito laboral en que Viancarlos desarrollaría toda su carrera profesional, escalando diferentes peldaños. En 1922 fue nombrado Jefe de Archivo y en 1925 se convertiría, con el grado de Comisario, en Jefe de la Sección Identificaciones, siguiendo así los pasos de otro precursor de la dactiloscopía, César Eduardo Etcheverry. 
Con Etcheverry compartiría, a partir de 1923, la conducción de la Escuela de Aspirantes de Investigaciones, destinada a formar a los nuevos miembros de la División. Un año después de ello, en 1924, sería comisionado a Montevideo para colaborar en la organización del archivo electoral uruguayo y en la puesta en marcha de la Escuela de Dactiloscopía de ese país.
En 1925, y bajo su iniciativa, se emprendería una investigación de campo que tuvo por objeto determinar la posibilidad que gemelos univitelinos compartieran los mismos diseños papilares, circunstancia que fue descartada a partir de los resultados obtenidos.
Un año después, en 1926 sería designado como representante argentino en el Congreso Internacional de Berlín de la Conferencia Internacional de Policía Criminal, antecedente de la actual OIPC - Interpol. En 1927, y aún siendo jefe de la Sección Identificaciones, presentó un plan e inició ensayos sobre la posibilidad de obtener calcos digitales y plantares de los recién nacidos. Aunque la técnica plantar se extendería luego ampliamente, de momento debieron abandonarse los intentos por limitaciones legales. 
A mediados de 1932, ya con el grado de Comisario Inspector, fue nombrado Jefe de Investigaciones, cargo que conservaría hasta el final de su carrera producido en 1940.
En 1935 aprobaría la creación del archivo monodactilar dentro de la Sección Identificaciones. Este sistema de guarda facilitaba la recuperación de información cuando debía trabajarse con los rastros levantados en la escena de un hecho delictivo, ocasión en la que difícilmente se puedan levantar más de dos o tres calcos que resulten aptos para su búsqueda. El uso de este archivo sobrevivió durante décadas, hasta la incorporación de la biometría dactilar por medio de los sistemas AFIS producido en 1999.
En 1937 publicaría “Los servicios técnicos de la Policía de la Capital”, trabajo en el que reseña los antecedentes históricos y avances producidos hasta ese momento en materia criminalística y utilizados en dicha institución.

## Su actuación como Jefe de Investigaciones
Ya como conductor de la División Investigaciones, le tocó protagonizar gran cantidad de hechos delictivos que en la década de 1930, tuvieron amplia repercusión social y periodística.
Entre ellos destacan la investigación del secuestro y posterior asesinato de Abel Ayerza, el joven hijo de una tradicional familia porteña (1932), el esclarecimiento del secuestro del médico y dirigente de la comunidad judía Jaime Favelukes (1932), el asesinato del estanciero Alberto Ricardo de Alzaga Piñeyro (1933), la identificación de los restos del capo mafioso Francisco Marrone (a) “Chicho Chico” asesinado en 1933 en el marco de una “vendetta” mafiosa y cuyo cuerpo fuera hallado recién en 1938; y también la caída del famoso pistolero Rogelio Gordillo alias El Pibe Cabeza en el barrio de Mataderos. (1937). 
Su fama de investigador tenaz fue también retratada en la cultura popular, apareciendo su nombre en el famoso tango estrenado en 1933 “Donde hay un mango” con letra de Ivo Pelay y música de Francisco Canaro. En la pieza, el atribulado protagonista, falto de dinero, interpela a su interlocutor diciéndole: “Viejo Gomez, vos que sos el Viancarlos del gomán, concretame si sabes, ¿los billetes donde están?”.

## Proyecto para la creación de una Policía Federal
Varias de estas investigaciones lo condujeron a diversos puntos del interior del país y lo hicieron advertir la importancia que cobraban los delitos interjurisdiccionales. Tanto esta experiencia de primera mano como el ejemplo del para entonces recién nacido Federal Bureau of Investigation (FBI) norteamericano, lo llevaron a ser uno de los primeros en plantear la necesidad de contar con una policía de carácter federal que dependiera del gobierno nacional. 
A partir de 1938, ya siendo inspector general, comenzó a insistir con un proyecto al respecto, el cual no solo presentara al jefe de policía de entonces, General Juan Esteban Vacarezza sino que también se encargaría de darle difusión a través de diferentes medios.
Aunque mientras permaneció dentro del servicio activo no llegó a ver concretadas sus aspiraciones, sus ideas serían retomadas pocos años después por una comisión de oficiales de policía (entre ellos, Enrique Fentanes y Eugenio H. Salcedo) y juristas que culminaría dando forma a la creación de la Policía Federal Argentina en 1943.